# آرتور مک‌کیب

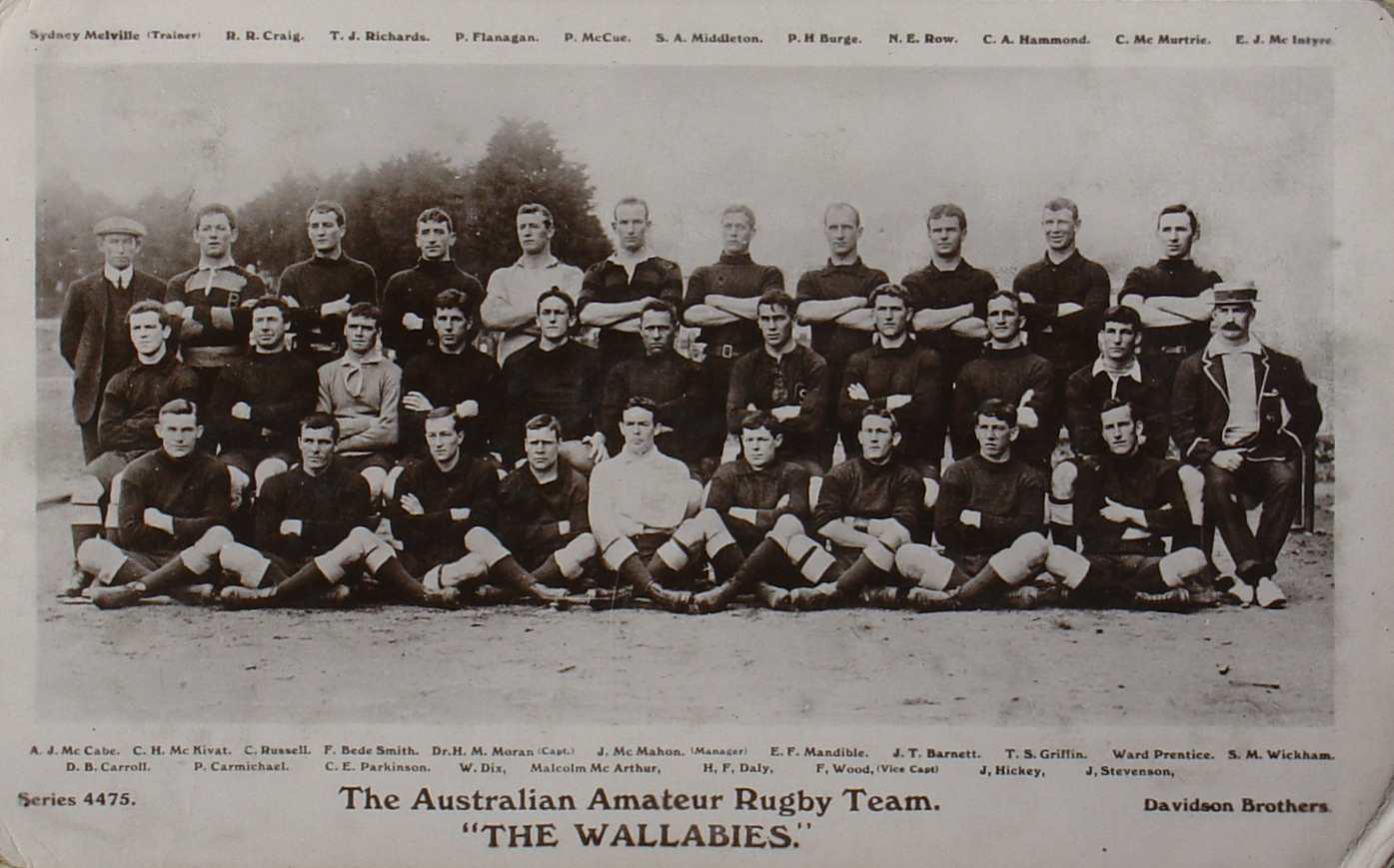
ارتور

آرتور مک‌کیب (انگلیسی: Arthur McCabe; ۲۳ ژوئن ۱۸۸۷ – ۳۰ ژوئیهٔ ۱۹۲۴) بازیکن راگبی ۱۳ نفره، و بازیکن راگبی ۱۵ نفره اهل استرالیا بود.
وی در مسابقات کشوری و بین‌المللی در مجموع برندهٔ ۱ مدال طلا شده‌است.